# Laura Pavel
 (janvier 2021).
Si vous disposez d'ouvrages ou d'articles de référence ou si vous connaissez des sites web de qualité traitant du thème abordé ici, merci de compléter l'article en donnant les références utiles à sa vérifiabilité et en les liant à la section « Notes et références ».
Laura Pavel, née le 19 octobre 1968 à Deva en  Roumanie, est une critique littéraire, théâtrologue et professeur roumaine.

## Biographie
Fille de l'écrivain Dora Pavel et du chercheur scientifique linguiste Eugen Pavel, Laura Pavel est mariée avec le critique et l'historien littéraire Călin Teutișan. Après ses années d'études secondaires, passées à Cluj (1983-1987), elle obtient une licence es lettres à la faculté des lettres de l'université Babeș-Bolyai de Cluj, avec une spécialisation dans le domaine des langues et littératures roumaine et anglaise. 
En 1992, lui est décerné le diplôme de mérite, et elle commence sa carrière universitaire au département des arts dramatiques de la faculté des lettres de Cluj. Elle faisait partie du groupement Echinox. En 1993, elle était boursière à l'université libre de Bruxelles, en 1997 à l'université de l'Indiana à Bloomington et en 2000 à l'université d'Amsterdam. Docteur es lettres avec une thèse ayant pour titre Eugène Ionesco ou L'expérience de l'insoumission (2002).
À présent, elle est professeur à la faculté de théâtre et de télévision de l'université Babeș-Bolyai. Elle est spécialisée dans l'étude de la théorie dramatique et de l'histoire universelle du théâtre. Entre 2007-2014, elle a été la directrice du département de théâtrologie et de Mass Média et du département de théâtre.

## Ouvrages publiés

### Essais littéraires
- Antimemoriile lui Grobei. Eseu monografic despre opera lui Nicolae Breban (Les Antimémoires de Grobei. Essai monographique sur l'œuvre de Nicolae Breban), Bucarest, Ed. Didactică și Pedagogică, 1997, 166 p.; la seconde édition revue et ajoutée, Bucarest, Ed. Fundației Culturale Ideea Europeană, 2004, 202 p.
- Ionesco. Anti-lumea unui sceptic (Ionesco. L'Anti-monde d'un sceptique), Pitești, Ed. Paralela 45, 2002, 316 p.
- Ficțiune și teatralitate (Fiction et théâtralité), Cluj, Ed. Limes, 2003, 176 p.
- Dumitru Țepeneag și canonul literaturii alternative (Dumitru Tsepeneag et le canon de la littérature alternative), Cluj, Casa Cărții de Știință, 2007, 180 p.
- Dumitru Tsepeneag and the Canon of Alternative Literature, translated by Alistair Ian Blyth, Champaign & Dublin & London, Dalkey Archive Press, 2011, 214 p.
- Teatru și identitate. Interpretări pe scena interioară / Theatre and Identity. Interpretations on the Inner Stage, Cluj, Casa Cărții de Știință, 2012, 230 p.
- Ionesco. L’antimondo di uno scettico, traduzione di Maria Luisa Lombardo, Roma, Aracne editrice, 2016, 316 p.
- Personaje ale teoriei, ființe ale ficțiunii, Iași, Institutul European, 2021, 338 p.

### Préfaces. Éditions
- Nicolae Breban, Bunavestire, la quatrième édition, préface, chronologie et références critiques, Pitești, Ed. Paralela 45, 2002.
- Sorin Crișan, Jocul nebunilor, préface, Cluj, Ed. Dacia, 2003.
- Dumitru Tsepeneag, La belle Roumaine, la seconde édition revue, préface, Bucarest, Ed. Art, 2007.
- Nicolae Breban, Bunavestire, la cinquième édition, chronologie et références critiques, Bucarest, Jurnalul Național & Ed. Curtea Veche, „La Bibliothèque pour tous”, 2011.

### Traductions
- Melanie Klein, Iubire, vinovăție, reparație (de Love, Guilt and Reparation), traduit de l'anglais (en collaboration), Binghamton & Cluj, Ed. S. Freud, 1994.
- Evelyn Underhill, Mistica (de Mysticism), traduit de l'anglais, Cluj, Ed. « Biblioteca Apostrof », 1995.

### Participation aux volumes collectifs
- Dicționar analitic de opere literare românești. Coordonnateur Ion Pop, vol. I-IV (1998-2003); édition définitive, Cluj, Casa Cărții de Știință, 2007.
- Ionesco după Ionesco / Ionesco après Ionesco, Cluj, Casa Cărții de Știință, 2000.
- Dumitru Tsepeneag. Les Métamorphoses d’un créateur : écrivain, théoricien, traducteur (Les actes du colloque organisé les 14-15 avril 2006), Timișoara, Editura Universității de Vest, 2006.
- T(z)ara noastră. Stereotipii și prejudecăți, Bucarest, Institutul Cultural Român, 2006.
- Poetica dell’immaginario. Imago 2, coordonator Gisèle Vanhese, Arcavacata di Rende (Cosenza), Centro Editoriale e Librario dell’Università della Calabria, 2010.
- Multiculturalismo e multilinguismo / Multiculturalisme et multilinguisme, a cura di Gisèle Vanhese, Quaderni del Dipartimento di Linguistica. Università della Calabria, 25, 2010.
- Dicţionarul cronologic al romanului românesc. 1990-2000, Bucarest, Editura Academiei Române, 2011.
- Dicționarul cronologic al romanului tradus în România. 1990‒2000, Cluj-Napoca, Institutul de Lingvistică și Istorie Literară „Sextil Pușcariu”, 2017.

## Distinctions
- Prix du Salon national du livre (1997)
- Prix « Henri Jacquier » du Centre culturel français de Cluj (2002)
- Prix de l'université Babeș-Bolyai de Cluj (2002)
- Prix « Cartea anului - Critică și istorie literară » de la section de Cluj de l'Union des écrivains de Roumanie (2007)